# Aviatik B.I

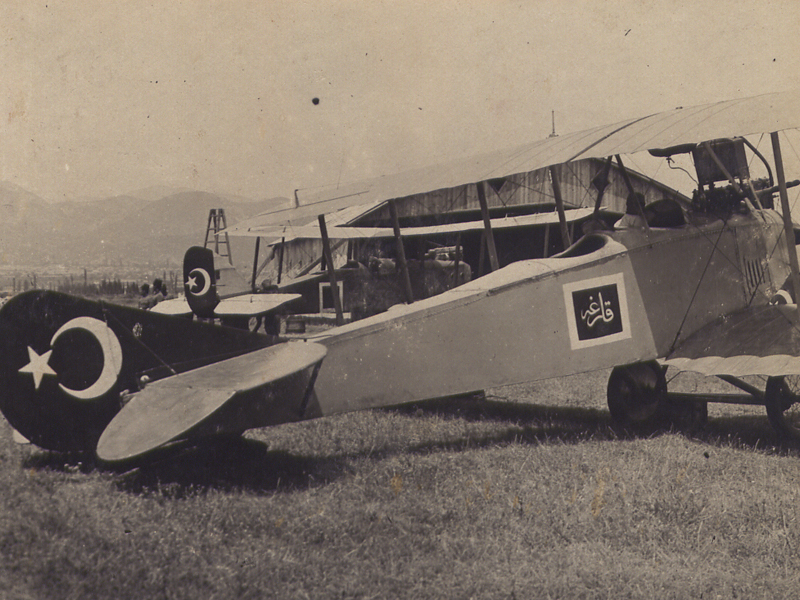
A török légierő Aviatik B.I-e

Az Aviatik B.I német gyártmányú fegyvertelen, kétfedelű, felderítő repülőgép volt, amelyet az első világháború során használtak.

## Története
Az Aviatik B.I-et a mülhauseni Automobil und Aviatik AG fejlesztette ki az első világháború előtt, 1913-ban. A gyár addig csak francia licencek alapján készített repülőgépeket és a típust versenyekre szerették volna küldeni, de a világháború kitörése közbeszólt. Géppuskát nem szereltek fel rá, a személyzet karabéllyal vagy pisztollyal lőtte az ellenséges repülőket. A német légierő felderítőként alkalmazta egészen 1916-ig, amikor az újabb modellek (köztük az erősebb motorral felszerelt és egy géppuskával is felfegyverzett Aviatik B.II) kiszorították a használatból.
A típus sajátossága volt, hogy az egymás mögött elhelyezett két ülés közül az elsőben a megfigyelő, a másodikban a pilóta ült; fordítva mint a többi kétszemélyes gépben. Az elhelyezés nem vált be, mert a megfigyelő ugyan többet látott, de a pilótának nehézségeket okozott az, hogy túlságosan hátul ült.
Az Aviatik B.I terveit az olasz Società Aeronautica Meccanica Lombardia (SAML) is megvásárolta és 410-et le is gyártott belőle. Későbbi saját SAML S.1 és SAML S.2 típusaik is a B.I továbbfejlesztett, Fiat motorokkal felszerelt változataik voltak. 

## Műszaki paraméterek
- személyzet: 2 fő
- törzshossz: 7,97 m
- szárnyfesztávolság: 13,97 m
- magasság: 3,3 m
- üres súly: 850 kg
- felszálló súly: 1088 kg
- maximális sebesség: 100 km/h
- maximális magasság: 5000 m
- repülési idő: 4 óra (400 km)
- hajtómű: 1 db 100 lóerős, hathengeres, vízhűtéses Mercedes D.I motor

## Rendszeresítő országok
Német Birodalom
 Osztrák–Magyar Monarchia
 Törökország
 Olasz Királyság
- Olasz Légihadtest

 Paraguay